# Golden Hat Foundation
 (mai 2012).
Si vous disposez d'ouvrages ou d'articles de référence ou si vous connaissez des sites web de qualité traitant du thème abordé ici, merci de compléter l'article en donnant les références utiles à sa vérifiabilité et en les liant à la section « Notes et références ».
La Golden Hat Foundation (« Fondation du Chapeau doré » en français)  est une association à but  non lucratif créée en 2010 par l’actrice Kate Winslet et Margret Dagmar Ericsdottir,. Elle a pour but d'éliminer les barrières sociales des personnes autistes tout autour du monde et crée pour eux un environnement qui puissent les aider à exploiter leurs capacités.

## Création
L’idée de créer une association pour venir en aide aux personnes autistes est venue à Kate Winslet après qu’on lui a proposé d’être la voix anglaise de Margret dans le documentaire A Mother’s Courage: Talking Back to Autism.
Ce film raconte l’histoire de Keli Thorsteinsson, un jeune garçon islandais autiste incapable de s’exprimer, dont la mère, Margret, entreprit un voyage en Europe et aux États-Unis, pour essayer de trouver des réponses médicales sur la condition de son fils et s’il était possible de l’aider. Sur le chemin elle rencontra des scientifiques qui lui dirent qu’elle n’avait aucune chance de voir son fils s’exprimer un jour et qu’elle devrait l’envoyer dans un établissement spécialisé. Mais c’est en rencontrant d’autres parents d’enfants autistes qui n’avait qu’une seule passion : faire tout leur possible pour que leur enfant puisse s’intégrer dans le monde qui l’entourait, que Margret se dit qu’il restait de l’espoir pour son fils. Celui-ci commença même a apprendre à s’exprimer avec l’aide d’une méthode de communication adaptée trouvée par sa mère, un tableau aimanté.
C’est en découvrant ce documentaire et lorsqu’en le regardant avec sa fille, celle-ci lui demanda : « Que ferais-tu si je n’étais pas capable de te parler, Maman ? » que l’actrice prit conscience de la chance que nous avions de pouvoir parler, de nous exprimer librement. C’est ainsi qu’elle se lança dans le projet de créer une association pour venir en aide aux enfants autistes.

## Le nom «Golden Hat»
La poésie fut le premier moyen de s'exprimer du jeune Keli Thorsteinsson avec l'aide de son tableau. Le nom "Golden Hat" vient du nom de l’un des premiers poèmes qu'il avait écrit. Il raconte l'histoire d'un chapeau magique qui permet à un jeune garçon autiste de pouvoir s'exprimer.

## But
La mission principale de la Golden Hat Foundation est de sensibiliser les gens sur le fait que les autistes ont des capacités intellectuelles normales. L’association a pour objectif d’aider les personnes atteintes d’autisme en créant des campus innovants qui leur offrent : l'opportunité d'apprendre à communiquer, recevoir une éducation, de préparer leur intégration au monde du travail, ainsi que de profiter d'activités récréatives, tout en étant soutenues et encadrées par un grand nombre de personnes.
Tout cela dans le but de permettre à ces personnes de pouvoir vivre pleinement leur vie et de réaliser leurs rêves.

## Types de dons
La fondation est une  association à but non lucratif, de ce fait, son argent vient de différents types de dons.
Il existe le type de don classique, où chaque personne désireuse d’aider la fondation peut donner le montant d’argent désiré, l’achat sur la boutique du site, ainsi que l’achat du livre The Golden Hat: Talking back to autism dont  tous les  revenus reviennent à l’association.

## Partenaires
L'association a tout de suite pu compter sur l'aide de beaucoup de personnalités du monde du cinéma, de la musique, du sport ainsi que sur le soutien de quelques entreprises et organisation.

## Célébrités
Kate Winslet a réussi à obtenir un grand nombre de photos de ses amis ainsi que de personnalités reconnues qui ont tous accepté de se prendre en photo avec un chapeau. Parmi ces participants qui ont leurs photos incluses dans le livre, il y a entre autres Ben Stiller, Leonardo DiCaprio, Christina Aguilera, Demi Moore, Elijah Wood, Elliot Page, Joseph Gordon-Levitt, Daniel Radcliffe, Jude Law, Julianne Moore, Kevin Bacon, Maggie Gyllenhaal, Marion Cotillard, Vanessa Paradis, Meryl Streep, etc.

## Entreprises et organisations
Grâce à ses relations, Kate Winslet a pu compter sur le soutien d’entreprises et d’organisations.
Elle a par exemple reçu l’aide de son ami Richard Branson, via son association Virgin Unite.
Virgin Unite se concentre sur les grandes idées et  les endroits où ils sentent que leur sens des affaires et leur habilité à trouver des accords, peuvent faire la différence. Leur mission est de réduire les problèmes sociaux d’une façon innovante ce qui va de pair avec les objectifs de la Golden Hat Foundation qui travaille pour améliorer la vie des personnes autistes.
La marque de cosmétiques Lancôme a aussi aidé l’actrice dans sa recherche de fonds, en créant une collection de produits aux couleurs de l’association « Golden Hat ». La maison Lancôme s'est engagée à reverser un minimum de 150 000 euros sur les bénéfices des ventes de cette collection.